# Virgil von Helmreichen zu Brunnfeld
Virgil von Helmreichen zu Brunnfeld (* 29. September 1805 in Salzburg; † 6. Jänner 1852 in Rio de Janeiro) war ein österreichischer Montanist, Forscher und Entdecker.

## Leben
Virgil Helmreichen zu Brunnfeld studierte von 1824 bis 1826 an der Berg- und Forstakademie in Schemnitz Geologie und Montanistik. Er war dann als Bergwerkspraktikant und ab 1829 in verschiedenen Bergämtern tätig. Ab 1836 war er Mitarbeiter der englisch-brasilianischen Minas-Geraes-Bergwerksgesellschaft, wo er sich hauptsächlich mit dem Goldbergbau beschäftigte. Bekannt wurde er für die Durchquerung des südamerikanischen Kontinents von Rio de Janeiro nach Asunción und zurück; Zweck dieser Reise war, ein geologisches Profil durch Südamerika zu legen.